# Тфілін

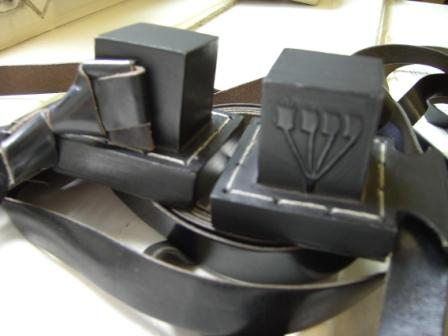
Зліва — тфілін для руки, справа — для голови.

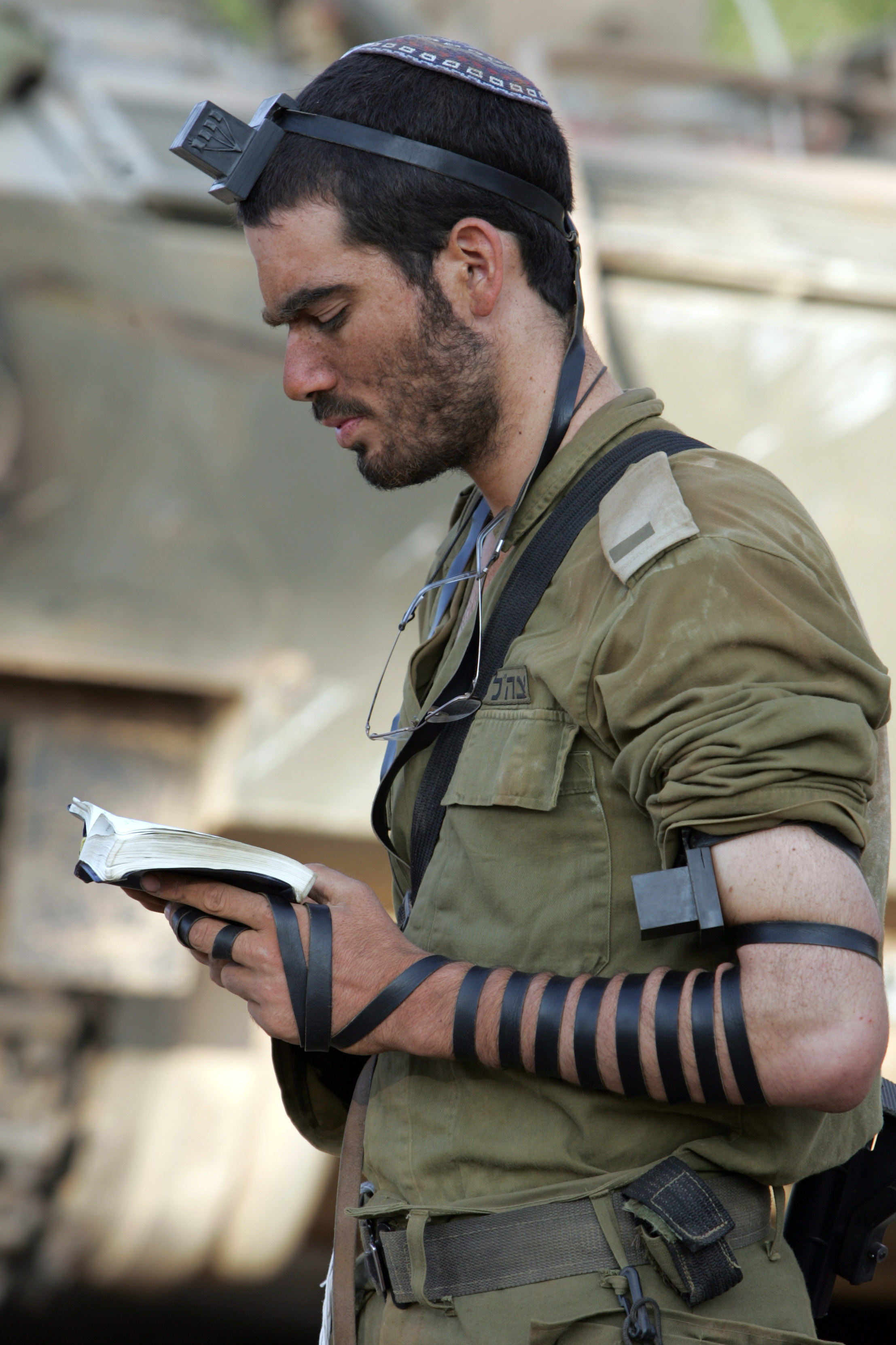
Вояк Армії Оборони Ізраїлю з тфілін.

Тфілі́н (івр. תפלין, однина תפלה тфі́ла), філактери (грец. φυλακτήρια — «охоронні амулети», однина φυλακτήριον) — дві чорні шкіряні коробочки, у яких вміщено пергамент із чотирма текстами із Тори, де йдеться про заповідь накладання тфілін і містяться основи єврейської віри.

## Опис
Коробочки та пергамент зроблені зі шкіри кошерних тварин. Тексти пише сойфер (переписувач священних текстів) спеціальним шрифтом, використовуючи при цьому чорнило особливого приготування. Міцва (заповідь) накладати тфілін стосується чоловіків (із 13-ти років). Тфілін на голову і тфілін на руку накладають під час ранкової молитви «Шахаріт», крім Шабату та свят.

## Пов'язування тфілін
Юдеї під час ранішньої молитви одну з них прив'язували до руки, а іншу — до чола. У Старому Завіті філактери носили на своєму тілі, і це було свідченням приналежності до юдейської спільноти. Про філактери згадується ще в П'ятикнижжі Мойсея, а саме в книзі Второзаконня: «І прив'яжеш їх на знак собі на руку, та й вони будуть налобником у тебе між очима» (Втор. 6:8). Слово «філактери» в давньоєврейській мові має той самий корінь, що і молитва: tephilion (філактери) — tephilam (молитва). Молитва є розмовою з Богом, а філактери означали перебування поруч з Богом[джерело?].

## Інше
Пізніше «філактерами» почали називати написи, включені в малюнок, щоб він став зрозумілішим.